# Early Twenties
Early Twenties è il primo album in studio della cantante britannica Cat Burns, pubblicato il 12 luglio 2024 dalla RCA e Since '93.

## Descrizione
Early Twenties è stato descritto dalla critica come un disco pop con influenze indie e gospel. Il sound è stato paragonato a quelli della prima Beyoncé e dei Paramore. Le tematiche principali affrontate nel disco sono la solitudine, l'insicurezza e la realizzazione di sé.

## Accoglienza
| Recensione           | Giudizio |
| -------------------- | -------- |
| Clash                | 9/10     |
| DIY                  |          |
| The Line of Best Fit | 8/10     |
| The Observer         |          |

Early Twenties è stato accolto in maniera positiva da parte dei critici musicali. Su Metacritic, sito che assegna un punteggio normalizzato su 100 in base a critiche selezionate, il disco ha ottenuto un punteggio medio di 81 basato su quattro recensioni.
L'album ha ricevuto una candidatura al Premio Mercury 2024.

## Tracce
1. Alone – 2:52
2. Go – 3:35
3. End Game – 2:26
4. Boy Crazy – 3:06
5. This Is What Happens – 2:44
6. People Pleaser – 2:27
7. Met Someone – 2:49
8. Live More & Love More – 2:38
9. Jodie – 3:23
10. Low Self Esteem – 3:13
11. You Don't Love Me Anymore – 3:24
12. False Hope – 3:08
13. No More – 2:08
14. Happier Without You – 3:06
15. Some Things Don't Last Forever – 2:42
16. Know That You're Not Alone – 2:55
17. Healing (feat. India.Arie) – 3:17

Tracce bonus nell'edizione deluxe
1. Wish It Was Me – 2:57
2. Introvert – 2:51
3. Ghosting – 2:25
4. We're Not Kids Anymore – 3:03
5. Free – 3:36
6. Sleep at Night – 2:34
7. Go (Goddard. Remix) – 3:12
8. Wasted Youth (feat. Goddard.) – 2:27

## Classifiche
| Classifica (2024) | Posizione massima |
| ----------------- | ----------------- |
| Regno Unito       | 7                 |